# ليليانا كيروش
ليليانا كيروش (بالبرتغالية: Liliana Queiroz‏) هي عارضة برتغالية، ولدت في 10 أغسطس 1985.

## وصلات خارجية
- ليليانا كيروش على موقع IMDb (الإنجليزية)